# Gnojno (powiat lipnowski)
Gnojno – wieś w Polsce położona w województwie kujawsko-pomorskim, w powiecie lipnowskim, w gminie Bobrowniki.

## Podział administracyjny
Wieś królewska starostwa bobrownickiego położona była w końcu XVI wieku w powiecie lipnowskim ziemi dobrzyńskiej. W latach 1975–1998 miejscowość należała administracyjnie do województwa włocławskiego.

## Demografia
Według Narodowego Spisu Powszechnego (III 2011 r.) wieś liczyła 350 mieszkańców. Jest trzecią co do wielkości miejscowością gminy Bobrowniki.